# Chaby
Chaby jsou malá osada v části pražského katastrálního území Třebonice spadající do městské části Praha 13, východně od pražské vsi Třebonice, směrem ke Stodůlkám.

## Historie

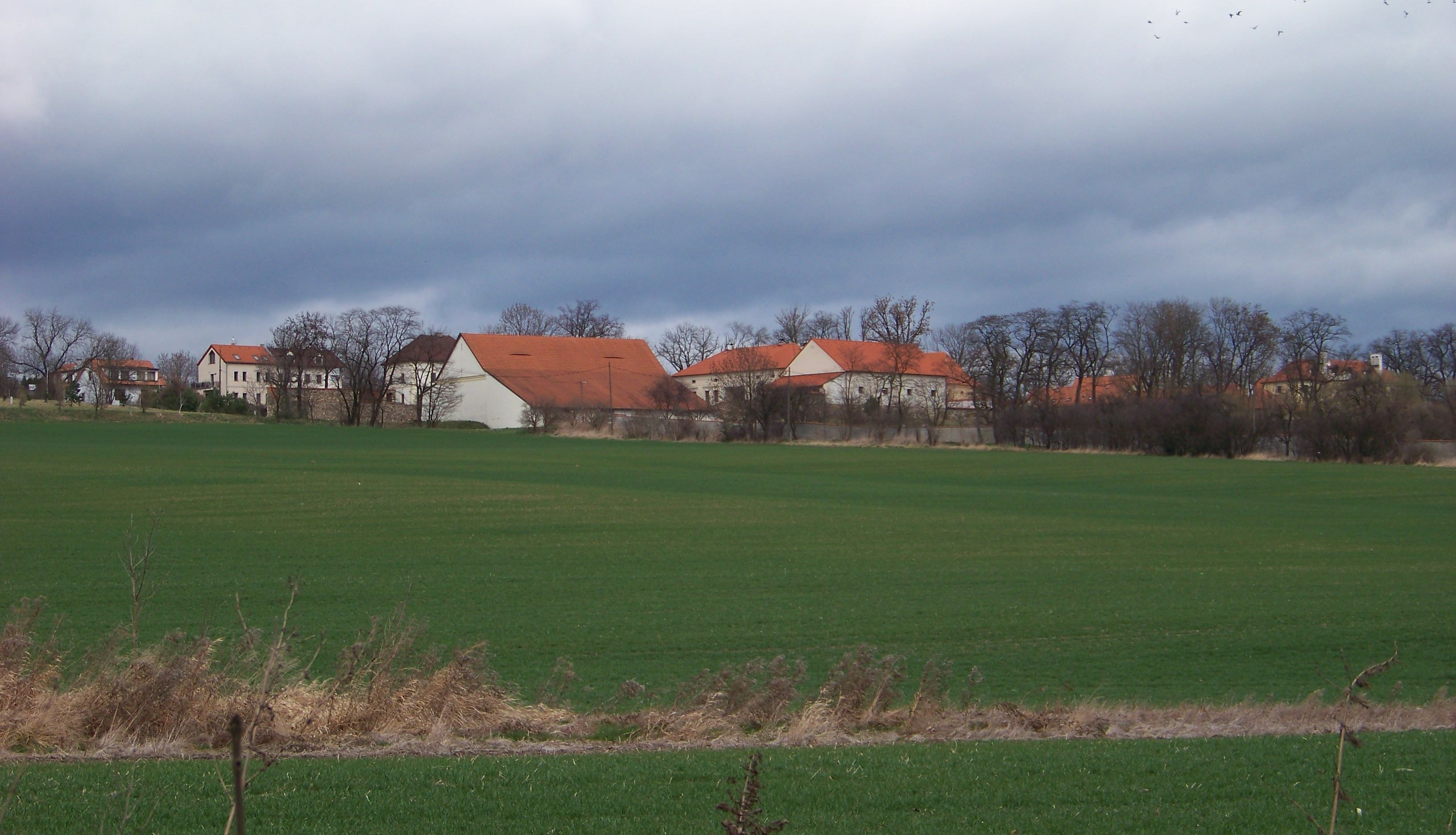
Chaby od jihozápadu

Tvoří je několik statků (na počátku 21. století rekonstruovaných) a kostel bývalé osady Krteň, který se nachází jižním směrem od nich. V zahradě na jihovýchodním okraji Chab roste památná lípa v Chabech, nejstarší lípa na území hlavního města. Kolem statků jsou zbytky stromořadí označeného rovněž jako památné, které však již v seznamu památných stromů není uvedeno. Nyní je v památkově chráněném statku čp. 1 jezdecký oddíl se zaměřením na parkur a drezuru pro širokou veřejnost, památkově chráněn je též statek bývalého chabského čp. 2, nyní s třebonickým čp. 110.
Z hlediska statistického členění území nese název Chab několik základních sídelních jednotek označených římskými čísly Chaby I až VI, přičemž Chaby I, III, IV a VI jsou rozděleny vždy na dvě ZSJ tak, že ZSJ s dodatkem „-západ“ leží na území Třebonic a odpovídající ZSJ s dodatkem „-východ“ leží na území Stodůlek. Vlastní osada Chaby tvoří základní sídelní jednotku Chaby V, v ZSJ Chaby I-západ se nachází Krteň, v ZSJ Chaby VI-západ se nachází Avion Shopping Park Praha-Zličín (zličínské TESCO a IKEA), který se sice rozkládá na území Třebonic, bývá však označován jako zličínská nákupní zóna.
Původně měla být oblast v okolí Chab (hlavně západní část) přebudována na panelové sídliště (za tímto účelem byl vybudován i západní vestibul stanice metra Stodůlky), po roce 1990 se však již další nová výstavba tohoto typu vzhledem ke změně společenských podmínek nebudovala, místo toho zde vyrůstá Západní Město, jehož první část, tzv. Britská čtvrť, leží v ZSJ Chaby III-východ a Pod Bílým beránkem na území Stodůlek u západního vestibulu stanice metra Stodůlky. Západně od Britské čtvrti, v ZSJ Chaby III-západ na území Třebonic, se nachází provozovna stavební firmy Švestka pro demolice a zemní práce.